# Premio Anual Transgenérico
El Premio Anual Transgenérico es una galardón literario concedido por la Fundación para la Cultura Urbana, a una obra literaria inédita en lengua española, de cualquier nacionalidad.
Creado en 2001, este premio recibe el nombre de transgenérico ya que permite la participación de cualquier creación literaria, sin importar el género (ensayo, crónica, novela, relatos, poesía), promoviendo la combinación y la experimentación con estos géneros.
Este premio ha sido otorgado a escritores de la talla de Pancho Massiani (Premio Nacional de Literatura), Jacqueline Golberg y Gustavo Valle (Premio de la crítica).

## Obras galardonadas
Las obras que han sido galardonadas con este premio son:
- 2024: Jesús Miguel Soto, La balsa malograda
- 2023: Sandra Caula, Gramática sensible
- 2022: Martha Durán, Ver morir a los perros

- 2021: Fidel Maguna, Tres novelitas invisibles
- 2020: Luis Carlos Azuaje, Los verdaderos paraísos
- 2019: Krina Ber, Ficciones asesinas
- 2018: Slavko Zupcic, Curso (rápido y sentimental) de italiano
- 2017: Alberto Hernández, El nervio poético
- 2016: Pedro Plaza Salvati, Lo que me dijo Joan Didion
- 2015: Roberto Echeto, Maniobras elementales
- 2014: Ricardo Ramírez Requena, Constancia de la lluvia. Diario 2013-2014
- 2013: Gustavo Valle, Happening
- 2012: Jacqueline Goldberg, Las horas claras
- 2011: Gina Saraceni, Casa de pisar duro
- 2010: Roberto Martínez Bachrich, Tiempo hendido: un acercamiento a la vida y obra de Antonia Palacios
- 2009: Arturo Gutiérrez Plaza, Itinerarios de la ciudad en la poesía venezolana: una metáfora del cambio
- 2008: Pedro Enrique Rodríguez, Oficio de lectores. Textos de detectivismo literario y especulaciones narrativas
- 2007: Paulette Silva Beauregard, Las tramas de los lectores: estrategias de la modernización cultural en Venezuela (siglo XIX)
- 2006: Sebastián de la Nuez, Calles de lluvia, cuartos de pensión
- 2005: Francisco Massiani, Florencio y los pajaritos de Angelina, su mujer
- 2004: Diego Bautista Urbaneja, Bolívar, el pueblo y el poder
- 2003: Wilfredo Machado, Poética del humo. Antología impersonal
- 2002: Andrés Stambouli, La política extraviada. Una historia de Medina a Chávez
- 2001: María Antonieta Flores, Índigo